# Unione Sportiva Viterbese 1908
La Unione Sportiva Viterbese 1908, coneguda comunament com Viterbese, és un club italià de futbol, amb seu a Viterbo, Lazio. Actualment, el Viterbese juga a la Promozione.

## Colors i distintiu
Els colors de l'equip són el groc i el blau.
Després de patir el descens de la Sèrie C el 2023, el club no va presentar una sol·licitud de lliga a la Sèrie D, després que l'Ajuntament de Viterbo els denegués l'accés a l'estadi i, en canvi, optés per sol·licitar la Promozione de menor rang mentre jugava els seus partits a casa a Cesano.